# Sin anestesia
Sin anestesia es una telenovela chilena de drama médico. Se estrenó por Chilevisión el 24 de agosto de 2009 y concluyó el 18 de enero de 2010.
Protagonizada por Néstor Cantillana y Ángela Prieto, y cuenta con el roles antagónicos de Héctor Noguera y Paulo Brunetti.

## Sinopsis
José Quiñones, un médico expulsado y con una nueva identidad, regresa para vengarse del doctor Alfonso Valenzuela, responsable de la muerte de su hermana. Infiltrándose en su vida, busca destruir su carrera y su familia, utilizando a la hija de Valenzuela, Antonia, quien se convierte en su internada. Sin embargo, Pablo se enamora de ella, lo que complica su venganza. Mientras tanto, secretos y traiciones dentro de la clínica desatan un caos, amenazando a todos los involucrados. 

## Reparto

### Principales
- Néstor Cantillana como Dr. José Quiñones / Dr. Pablo Goycochea
- Ángela Prieto como Dra. Antonia Valenzuela[4]
- Héctor Noguera como Dr. Alfonso Valenzuela[5][6]
- Antonia Zegers como Laura Santana
- Paulo Brunetti como Dr. Franco Barbieri
- Alejandra Herrera como Dra. Araceli Márquez[7]
- Willy Semler como Dr. Emiliano Montalbán
- Magdalena Max-Neef como Isabel Casanova
- Carolina Varleta como Dra. Alicia Díaz[8]
- Tiago Correa como Rafael Quiñones
- Roberto Poblete como Domingo Quiñones
- Carmen Disa Gutiérrez como Rosario Huaiquipán
- Sergio Hernández como Dr. Fernán Althusser
- Pedro Vicuña como Servando Díaz
- Catherine Mazoyer como Dra. Ignacia Haussmann[9]
- Álvaro Gómez como Yerko Cruchaga
- Juan Pablo Ogalde como Ernesto Yáñez
- Ariel Levy como Dr. Matías Errázuriz
- Dayana Amigo como Brenda Quiñones
- Francisco Pizarro como Dr. Felipe Santelices[10]

### Recurrentes e invitados
- César Caillet como Pablo Goycochea
- Daniela Lhorente como Sofía Goycochea
- María José Necochea como María Trinidad Rivas
- Taira Court como Juana Hurtado[11]
- Pablo Macaya como Esteban Fonseca
- Ernesto Gutiérrez como Jefe de Brenda
- Luis Wigdorsky como Lautaro Ferrer
- Jacqueline Boudon como Machi
- Paloma Moreno como Carolina

## Producción

### Casting
Inicialmente, los ejecutivos de Chilevisión eligieron a Javiera Hernández para el papel principal, pero al anunciar su embarazo un día antes de firmar el contrato, Verónica Basso la sustituyó por Ángela Prieto.

### Rodaje
Las grabaciones iniciaron el 12 de diciembre de 2008 y concluyeron el 31 de septiembre de 2009. Al finalizar las grabaciones, varios actores no se les renovó contrato con la cadena, entre ellos Álvaro Gómez, Magdalena Max Neef, Dayana Amigo y Francisco Pizarro.